# Wyolica
wyolica（ワイヨリカ）は、日本の男女2人組音楽グループ。1999年にエピックレコードよりメジャー・デビュー。2013年に解散。デビュー20周年記念日の2019年5月21日に再結成を発表した。

## 概要
グループ名はアメリカ先住民族の言葉を用いた造語で、「草原の民」の意。
それぞれ個別に活動していたazumiとso-toが、同時期に別々に応募したSonyMusic Auditionをきっかけに知り合い、意気投合して結成。大沢伸一をプロデューサーとして迎えたシングル「悲しいわがまま」でメジャー・デビュー。
ギターと歌という組み合わせを核として、さまざまなサウンドでアプローチする。

## メンバー
- azumi（あづみ） - ボーカル・作詞担当[1]
  - 北海道札幌市出身[5]。2005年からソロシンガーとして活動。
- so-to（そーと） - ギター・プログラミング・作詞・作曲担当[1]
  - 池宮 創人（いけみや そうと）、大阪府出身[2][5]。
  - SoulColor Music代表。2012年からソロユニットSoulcolorとして活動。

## 来歴
1997年春、オーディションで知り合ったazumi（Vo）とso-to（G, Programming）の2人により結成。
1999年5月21日、シングル「悲しいわがまま」 でデビュー。
2000年2月2日、大沢伸一プロデュースによる1stアルバム『who said "La La..."?』をリリース。5月、初のライヴ・ツアー、「who said "La La..."? tour 2000」を開催。
2001年11月、Steady&Co.のアルバム『CHAMBERS』収録曲「Only Holy Story」にazumiが客演し、MVにも出演。12月5日、大沢伸一・アシュリー・イングラム・藤本和則・田中義人・福富幸宏らのプロデューサー陣を迎えた2ndアルバム『almost blues』をリリース。
2003年11月6日、セルフプロデュース楽曲を基軸に4枚のシングルを収録する他、渡辺善太郎、坂田学、エマーソン北村、河野伸らが参加した3rdアルバム『fruits & roots』をリリース。
2004年5月26日、デビュー5周年を記念したベスト『wyolica Best Collection 1999-2004 〜ALL THE THINGS YOU ARE〜』を発売 。
2005年、wyolicaのネクスト・ステージへと向かうべく、活動を休止してヴォーカルazumiのソロデビュー、ギターso-toの作家活動とそれぞれのソロ活動を開始。
2006年8月26日・8月27日、『THE 夢人島 Fes.2006』に参加。
2007年6月、約3年ぶりのシングル「星」を配信限定でリリース。
2008年、沖縄・宮古島にて開催されたイベント「美ぎ島島（かぎすま）MUSIC CONVENTION IN MIYAKO ISLAND」に翌2009年まで2年連続で出演。
2009年2月4日、デビュー10年目を迎えて約5年3か月ぶりのリリースとなるミニアルバム『Balcony』をアミューズより発売。3月末、アミューズとの契約が終了。
2010年9月29日、フルアルバムとしては7年ぶりのオリジナル・アルバム『Castle of wind』をDeep Blue Recordingsより発売。
2011年11月、それぞれソロ活動を再開。
2013年5月1日、so-toが自身のFacebookにてWyolicaの解散を発表。5月31日、azumiが自身のソロライブと公式ブログでWyolicaの解散を公式発表。

## ディスコグラフィ

### デジタル・シングル
| 発売日        | タイトル | レーベル | 備考     |
| ------------- | -------- | -------- | -------- |
| 2007年6月13日 | 星       |          | 配信限定 |

### リミックス・コンピレーションアルバム
| アーティスト名 | リミックス曲タイトル                | 収録作品 | 発売日        | 規格 | 規格品番  | レーベル       |
| -------------- | ----------------------------------- | --- | ------------- | ---- | --------- | -------------- |
| Liga Oriente   | 13. ありがとう -Liga Oriente Remix- | Remistura/Remixed and Compiled by Liga Oriente （リミスチュラ リミックスド アンド コンパイルド バイ リーガ・オリエンティ） | 2007年6月13日 | CD   | KSCL-1144 | Ki/oon Records |

## 主なタイアップ
- 『さあいこう』 - 映画『東京ゴミ女』エンディング、テレビ朝日系ドラマ『アナザヘブン』挿入歌
- 『Mercy Me〜いつか光を抱けるように〜』 - テレビ朝日系 金曜ナイトドラマ『スカイハイ』エンディングテーマ
- 『恋文』（CD未収録） - 映画『恋文日和』エンディングテーマ
- 『ありがとう』 - 集英社「MORE」CMソング、日本テレビ系「AX MUSIC-FACTORY」AX POWER PLAY #053
- 『愛をうたえ』 - 雑誌「イマージュ」CMソング
- 『空と風』 - NTTドコモ関西CMソング
- 『スパークル』 - 京王グループ企業CMソング
- 『Sirius』 - ウェザーニュース内のお天気番組「SOLiVE24」の公式サポートソング（ソラウタ）冬バージョン

## 客演・楽曲提供
Azumi
| アーティスト名               | 収録作品                       | 発売日         | 参加曲                                                                            |
| ---------------------------- | ------------------------------ | -------------- | --------------------------------------------------------------------------------- |
| MOOMIN                       | 『GET HERE』                   | 2001年5月23日  | 9. Kissing You [4:58]/ ヴォーカルで参加。                                         |
| Steady&Co.                   | 『CHAMBERS』                   | 2001年11月28日 | 11. Only Holy Story featuring azumi from wyolica [5:10]/ 作詞とヴォーカルで参加。 |
| スネオヘアー                 | 「悲しみロックフェスティバル」 | 2005年11月23日 | 1. happy end/ ヴォーカルで参加。                                                  |
| スネオヘアー                 | 『カナシミ』                   | 2005年12月7日  | 3. 悲しみロックフェスティバル（album version）/ ヴォーカルで参加。                |
| Tama（元ポルノグラフィティ） | 『Great Pleasure』             | 2005年12月21日 | 4. Fuzz Butterfly feat.azumi/ 作詞とヴォーカルで参加。                            |
| SOFFet                       | 「Love Story」                 | 2007年11月14日 | 1. Love Story/ ヴォーカルで参加。                                                 |
| SOFFet                       | 『NEW STANDARD』               | 2008年2月27日  | 12. Love Story/ ヴォーカルで参加。                                                |
| FLOW                         | 『アイル』                     | 2008年3月18日  | 8. 陽だまり feat.azumi from wyolica [5:00]/ 作詞とヴォーカルで参加。              |
| DJ No.2                      | 『2番の美学』                  | 2010年6月9日   | 9. 木漏れ日の中で… feat.GIO,Azumi from Wyolica [5:53]                             |
| STAR GUiTAR                  | 『Carbon Copy』                | 2011年1月7日   | 9. Brain Function feat. Azumi from wyolica/ ヴォーカルで参加。                    |
| KG                           | 『Still Goes On....』          | 2011年9月28日  | 13. I will be there duet with Azumi                                               |
| Fencer                       | 『Rip Current』                | 2012年6月6日   | 7. Humming Boat feat.Azumi from wyolica [3:45]                                    |
| NaotoHiroki&Karatesystems    | 『Travel Sounds』              | 2013年9月4日   | 9. stars feat. Frankie Paul, Azumi                                                |
| GLAY                         | 『NO DEMOCRACY』               | 2019年10月2日  | 5.氷の翼/コーラスで参加                                                           |
| GLAY                         | 『REVIEW II -BEST OF GLAY-』   | 2020年3月11日  | 3.氷の翼 feat.Azumi(Wyolica)/ゲストボーカルで参加                                 |

so-to
- as　帰り道 (2005年10月19日)
  - 「帰り道」に作詞・作曲・編曲で参加
  - 「stage」に作曲で参加
- 柴咲コウ　影 (2006年2月15日)
  - 「あのひとこのひと」に作曲で参加
- 柴咲コウ　at home (2007年2月21日)
  - 「sonoinochi」に作曲で参加
- 柴咲コウ　嬉々♥ (2007年4月25日)
  - 「甘いさきくさ。」に作曲で参加
- 中孝介　ユライ花 (2007年7月11日)
  - 「恋の栞」に作曲で参加
- SOFFet　Love Story (2007年11月14日)
  - 「Jackal」に作曲で参加
- 中孝介　絆歌 (2008年10月1日)
  - 「あいのうた」に作曲で参加
- Tiara　さよならをキミに...feat.Spontania (2009年9月2日)
  - 「さあいこう feat. Spontania」に作詞・作曲で参加
- 柴咲コウ　Love Paranoia (2009年11月18日)
  - 「きみが残していったもの」に作曲で参加
- 柴咲コウ　EUPHORIA (2010年11月3日)
  - 「となり -100709-」に作曲・編曲で参加
- 茉奈 佳奈　夢の画用紙 (2011年2月23日)、Sweet Home (2011年4月6日)
  - 「こころの花」に作曲とアコースティクギターで参加